# Fernão Ferro
Fernão Ferro ist eine portugiesische Gemeinde (Freguesia) mit 20.754 Einwohnern (Stand 19. April 2021). Sie gehört zur Stadt Seixal und liegt damit am Lissabon gegenüberliegenden, südlichen Ufer der Mündung des Tejo (Margem Sul do Tejo). Die Gemeindefläche beträgt 24,1 km². 

## Geschichte
Die Gemeinde wurde am 27. Mai 1993 neu geschaffen, durch Zusammenlegung von Gebieten, die zuvor zu den Gemeinden Aldeia de Paio Pires, Amora und Arrentela gehörten.

## Verwaltung
Fernão Ferro ist Sitz einer gleichnamigen Gemeinde (Freguesia). Folgende Ortschaften liegen in der Gemeinde:
- Fernão Ferro
- Flor da Mata
- Fontainhas
- Foros da Catrapona
- Pinhal de Frades
- Pinhal do General
- Quinta da Lobateira
- Quinta das Laranjeiras
- Redondos
- Vila Alegre